# The Fine Art of Murder
The Fine Art of Murder (volný český překlad Jemné umění vraždy) je šesté studiové album americké death metalové kapely Malevolent Creation (Zlomyslný výtvor) vydané roku 1998 společností Pavement Music. Bylo nahráno ve studiu Qualitone.

## Seznam skladeb
1. "To Die is at Hand" – 3:38
2. "Manic Demise" – 3:02
3. "Instinct Evolved" – 4:43
4. "Dissect the Eradicated" – 3:15
5. "Mass Graves" – 6:18
6. "The Fine Art of Murder" – 5:52
7. "Bone Exposed" – 3:34
8. "Purge" – 2:47
9. "Fracture" – 6:34
10. "Rictus Surreal" – 4:30
11. "Scorn" – 3:11
12. "Day of Lamentation" – 7:04
13. "Scattered Flesh" – 2:12

## Sestava
- Brett Hoffman – vokály
- Rob Barrett – kytara
- Phil Fasciana – kytara
- Gordon Simms – basová kytara
- Dave Culross – bicí